# أندرو بوين
أندرو بوين (بالإنجليزية: Andrew Bowen)‏ هو ممثل أمريكي، ولد في 31 مارس 1972 ببوسطن في الولايات المتحدة.

## أعمال

### مسلسلات
- ماد تي في

## وصلات خارجية
- أندرو بوين على موقع IMDb (الإنجليزية)
- أندرو بوين على موقع قاعدة بيانات الفيلم (الإنجليزية)